# 阿卜杜勒·哈菲兹·谢赫
阿卜杜勒·哈菲茲·謝赫（羅馬化：Abdul Hafeez Shaikh）是一位巴基斯坦的经济学家和政治家，在2020年12月11日至2021年3月29日期间担任巴基斯坦财政部部长。此前，他在2019年4月至2020年12月期间担任总理财政收入顾问。
此前，他曾在2010至2013年间担任巴基斯坦财政部部长，并在2000至2002年间担任信德省政府省财政和计划部长。他还曾在2003年至2006年、2006年至2012年、2012年和2018年担任巴基斯坦参议院议员。
2019年4月18日至2020年12月11日，在总理伊姆兰·汗改组内阁后，他担任巴基斯坦财政部的顾问。 自2020年12月11日以来，他一直担任联邦财政和税收事务部长。他于2021年3月29日被免去财政部长一职，民众因为为通胀上升而对伊姆兰·汗施加巨大的公众压力。他被穆罕穆德·哈马德·爱资哈尔取代。